# Matebeira
A Hyphaene guineensis, comummente conhecida como matebeira, é uma espécie de palmeira solitária com folhas em forma de leque, nativa do litoral sudoeste de África. É bastante comum no Norte de Angola, sendo conhecida por Ngunza, na região de Cabinda.

## Etimologia
Do que toca ao nome comum, «matebeira», este provém do substantivo «mateba», que é o nome da fibra que se extraí desta palmeira.
Por seu turno, o substantivo português «mateba» advém do substantivo quimbundo «mateba», o qual, por sua vez, provém da expressão quimbunda kutebuka que significa «desbastar; desramar; ficar com menos rama».
No que toca ao nome científico:
- O nome genérico, Hyphaene, provém do grego antigo hyphaenein que significa «urdir» ou «tecer», em alusão à mateba, fibra que se extrai desta palmeira e com a qual se fazem cordas e cestas;[6]
- O epíteto específico, guineensis, provém do latim científico e significa «da Guiné; proveniente ou natural da Guiné».[7]

## Distribuição
A matebeira é nativa de África e encontra-se numa faixa restrita da orla marítima, que vai do norte de Angola (Barra do Cuanza), até à Guiné-Bissau.

## Descrição
Palmeira isolada, com caules cuja altura pode variar entre os 10–20 metros, muito raramente ramificada e 20–40 cm de diâmetro. O tronco aparece coberto com uma espécie de rede formada pelas bases antigas das folhas. Pecíolo robusto até 150 cm de comprimento, as folhas formam uma espécie de leque recortadas nas pontas. Ocasionalmente, observam-se pequenas flores.
Os frutos são de formato obliquo deprimido, do tipo periforme, achatados no ápice, arredondados ou obtusos, com 5-6,5 cm de comprimento e 6–7 cm de diâmetro. Os frutos, de cor acastanhada, são comestíveis, destacando-se pela sua polpa fibrosa e doce.
O epicarpo tem uma cor brilhante alaranjada a vermelho-acastanhada e não tem caroço. O mesocarpo e o endocarpo são duros lenhosos e fibrosos. As sementes são de forma irregular seguindo aproximadamente o contorno do fruto, até 3 cm de diâmetro, possuindo um endosperma homogéneo, com uma cavidade central.

## Classificação e definição
Foi descrita por John Gossweiler, em 1939, como Hyphaene Luandensis Gossw e posteriormente como Hyphaene gossweileri Furtado, no entanto o seu nome cientifico actual é Hyphaene guineensis Schumach. & Thonn., após o se ter descoberto que as supostas variantes, Chamaeriphes guineensis (Schumach. & Thonn.) Kuntze, Hyphaene depressa Becc., Hyphaene doreyi Furtado, Hyphaene mateba Becc., Hyphaene nephrocarpa Becc. e Hyphaene welwitschii Furtado, eram de facto a mesma espécie.
A dificuldade na classificação correcta deveu-se à confusão da literatura sobre botânica, levando a que a identidade da Hyphaene guineensis, como descrita por Thonning, gerasse um imenso emaranhado de nomes e identidades mal interpretadas. Uma lista elaborada desses nomes, é dada por Furtado numa publicação de 1970. O problema é parcialmente causado pela perda das amostras de Thonning e subsequente denegação da presença da Hyphaene em regiões húmidas da planície da África Ocidental,  bem como o ignorar e não levar em conta o relatório detalhado da expedição Loango alemã, onde Guessfeldt e Peschuel-Loesche, mencionam claramente a ocorrência de H. guineensis "Erecto, sem ramificações, monocaules de palmeiras em leque, que crescem sozinhas, em grupos abertos, ou em pomares extensos, em locais com areia ao longo da costa marítima e nunca ocorrem na floresta. Há relatados de que se encontra a partir do leste da Libéria até ao delta do Níger e em direcção ao sul de Angola a 9º 08'S, da Barra de Kwanza". Posteriormente, Furtado, estudou vários frutos do tipo descritos por Thonning. Isso permitiu a Furtado atribuir um neótipo, confirmando o habitat costeiro do H. guineensis Thonning. As restantes formas de frutas aberrantes ainda obscureceram a verdadeira identidade da H. guineensis. No entanto, o material recém adquirido de Hyphaene no Gabão permitiu avaliar as amostras tipo de vários nomes em Hyphaene, permitindo circunscrever a H. guineensis e demonstrar como ela pode ser distinguida de outras espécies no género, por ter um habitat incomum e encontrar-se confinada a uma área precisa geográfica, onde outras espécies de Hyphaene são desconhecidas.

## Usos
As folhas novas são utilizadas para o fabrico da mateba,  fibra com a qual são feitas cordas, cestas, sacos, esteiras e chapéus. A seiva extraída do tronco da matebeira, é utilizada para fazer vinho de palma, conhecido como «maruvo» ou «marufo».